# Ivan Pilný
Ivan Pilný (* 6. července 1944 Praha) je český politik a podnikatel v oboru informačních technologií, od května do prosince 2017 ministr financí ČR v Sobotkově vládě, v letech 2013 až 2017 poslanec Poslanecké sněmovny PČR, v letech 2018 až 2022 zastupitel hlavního města Prahy, v letech 2018 až 2019 náměstek ministryně průmyslu a obchodu ČR, bývalý člen hnutí ANO 2011.

## Život
V letech 1965 až 1972 vystudoval Fakultu elektrotechnickou ČVUT v Praze, získal titul Ing. v oboru technická kybernetika.
Poté pracoval v různých státních podnicích, které se zabývaly počítači, nejdříve ve Výzkumném ústavu matematických strojů, později v Družstevním podniku výpočetní techniky. V něm byl hardwarovým a softwarovým inženýrem, následně pak manažerem. Nebyl členem KSČ. Od roku 1990 podnikal.
V roce 1992 se stal ředitelem nově založené české pobočky společnosti Microsoft, ve které v letech 1994 až 1998 působil také jako jednatel. Následně působil jako prezident Sdružení pro informační společnost. V letech 2000 až 2001 řídil Český Telecom z pozice předsedy představenstva, následně se stal generálním ředitelem alternativního operátora – společnosti eTel (2001 až 2002). Od roku 1992 také soukromě podniká – je či byl společníkem ve firmách L.R.Trade s.r.o.; Agilitas s.r.o.; ANGELart s.r.o. či BREAK2WIN s.r.o. Působí také jako konzultant.
Od roku 2003 byl rovněž prezidentem Tuesday Business Network. V roce 2005 založil obecně prospěšnou společnost Pracujme chytřeji a je členem její dozorčí rady. Napsal řadu knih a blogů, širší veřejnosti je známý také z televizního pořadu Den D.
Ivan Pilný je ženatý a má čtyři děti (jeho syn Ondřej Pilný je profesorem anglické a americké literatury na Filozofické fakultě Univerzity Karlovy). Řadu let žije v rodinném domě v obci Nová Ves pod Pleší na Příbramsku, trvalý pobyt má však stále hlášený v Praze.

## Politické působení
V roce 2009 spoluzakládal politickou stranu Občané.cz a byl jejím místopředsedou. Ve volbách do Poslanecké sněmovny PČR v roce 2010 za ni kandidoval v Praze, strana se však do Poslanecké sněmovny nedostala. V Občané.cz působil do roku 2012.
Ve volbách do Poslanecké sněmovny PČR v roce 2013 kandidoval jako nestraník za hnutí ANO 2011 v pozici lídra v Královéhradeckém kraji a byl zvolen. Stal se předsedou sněmovního hospodářského výboru. V roce 2014 vstoupil do hnutí ANO 2011. I když byl členem hnutí ANO 2011, býval v hnutí označován za rebela a nezávislou osobnost bez užších vazeb na Andreje Babiše. PR tým podporoval jeho obraz rebela, ale nezávislé médium Forum24 jeho „rebelství“ zpochybňovalo.
Dne 17. května 2017 jej navrhl Andrej Babiš jakožto svého nástupce za hnutí ANO 2011 na postu ministra financí ČR. Premiér Bohuslav Sobotka se s ním ještě téhož dne sešel a s jeho kandidaturou souhlasil (předtím odmítl Alenu Schillerovou a Richarda Brabce). Následně odeslal návrh na Pilného jmenování prezidentovi Miloši Zemanovi. Dne 19. května 2017 oznámila Kancelář prezidenta republiky, že se prezident s návrhem seznámil a nemá proti němu námitky. O několik dní později se Pilný s prezidentem sešel, Miloš Zeman jej jmenoval do funkce ministra financí ČR dne 24. května 2017.
Ve volbách do Poslanecké sněmovny PČR v roce 2017 měl být lídrem hnutí ANO 2011 v Kraji Vysočina. V polovině června 2017 se však rozhodl, že kandidovat nebude a po volbách v politice skončil. Ve funkci ministra financí ČR setrval do 13. prosince 2017, kdy byla novou ministryní jmenována Alena Schillerová.
V komunálních volbách v roce 2018 kandidoval ze 3. místa na kandidátce hnutí ANO 2011 do Zastupitelstva hlavního města Prahy. Získal 63 037 preferenčních hlasů (předběhl tak lídra kandidátky Petra Stuchlíka) a stal se zastupitelem hlavního města Prahy.
Zároveň za hnutí kandidoval i ve volbách do Senátu PČR v roce 2018 v obvodu č. 17 – Praha 12, se ziskem 12,51 % hlasů skončil na 3. místě. Od listopadu 2018 se stal náměstkem ministryně průmyslu a obchodu ČR Marty Novákové, ve funkci nahradil Ondřeje Malého. S příchodem nového ministra průmyslu a obchodu ČR Karla Havlíčka však na konci dubna 2019 ve funkci skončil.
V únoru 2021 vystoupil z hnutí ANO 2011. Jako důvod svého odchodu uvedl především dlouhodobou nespokojenost se stavem politiky a posouvání nepřekročitelných hranic. V komunálních volbách v roce 2022 již nekandidoval.

## Díla
- Pracoval jsem pro Gatese, aneb Život mezi bajty (Praha: TUESDAY Business Network ; Brno : Computer Press, 2006)
- Jak si říct o peníze: připravte na svůj Den D (Brno, Computer Press, 2011, spoluautor: Vladimír Forst)
- Aby vám neuplavalo mejdlo: přišel čas protřít si zrak a pohlédnout realitě do tváře (Brno: BizBooks, 2013 – spoluautor: Jana Kolářová)
- Máte na víc! Probuďte svůj mozek! (Brno: BizBooks, 2013)
- Máte na víc! Trénujte svůj mozek! (Brno: BizBooks, 2014)
- Manéž informačního věku: kdo uvízl v síti internetu (Brno: BizBooks, 2014 – spoluautor: Tereza Kučerová)
- Digitální ekonomika: žít nebo přežít (Brno: BizBooks, 2016)